# Simone Porzio
Simone Porzio, Simone Portio ou Simon Portius (1496 à Naples – 1554 à Naples) est un philosophe et humaniste italien du XVIe siècle qui a enseigné la médecine.

## Biographie
Simone Porzio naît à Naples dans les dernières années du XVe siècle. Il étudie la philosophie à l'Université de Bologne auprès de l'anatomiste Alessandro Achillini et de l'humaniste Pomponazzi, puis la philosophie et la médecine à Pise chez Agostino Nifo. Il enseigne la logique et la philosophie naturelle à Pise (1520 - 1525),
puis la philosophie à Naples (1529 - 1545), avant de revenir finalement à Pise, où il enseigne encore la philosophie de 1547 jusqu'à sa mort en 1554. Son traité De mente humana est l'une des œuvres les plus importantes de l'anthropologie au cours du XVIe siècle. Son interprétation du De Anima d'Aristote est matérialiste : il rejette l'immortalité de l'âme, et affirme que l'âme des hommes n'est pas plus séparée ni séparable du corps que celle des animaux ou des plantes.
Il a également laissé des commentaires manuscrits à la Métaphysique, aux Parties des animaux et à la Physique d'Aristote ainsi que sur différents autres thèmes de philosophie naturelle.

## Œuvres
Imprimés
- De coloribus oculorum liber, Florence, 1550
- De humana mente disputatio, Florence, 1551.

Manuscrits
- Excellentissimi Philosophi Simonis Portii de animae immortalitate Quaestio ex suis lectionibus III de anima excerpta, New Haven, Beinecke Rare Book and Manuscript Library (Yale University), Mellon Ms. 32, f. 42r-52v.